# Miglutė Gerdaitytė
Miglutė Gerdaitytė (* 21. Januar 1940 in Šiauliai) ist eine litauische Politikerin und Mitglied des Seimas.

## Leben
1963 absolvierte Miglutė Gerdaitytė das Studium der Medizin an der Medizinfakultät der Vilniaus valstybinis universitetas in Vilnius und wurde Ärztin. Von 1963 bis 1990 arbeitete sie in Meškuičiai (Rajongemeinde Šiauliai) als leitende Ärztin im Krankenhaus.
Einige Jahre war Gerdaitytė als ehrenamtliche Richterin am Obersten Gerichtshof Litauens tätig. Sie war Deputatin im Rat der Rajongemeinde Šiauliai und Meškuičiai.

## Familie
Miglutė Gerdaitytė ist verheiratet und hat eine Tochter und einen Sohn.